# Dekha Ibrahim Abdi
Dekha Ibrahim Abdi (tiếng Somalia: Deeka Ibraahiim Cabdi, 1964 – tháng 7 năm 2011) là một nhà hoạt động vì hòa bình Kenya có trụ sở tại Mombasa, Kenya. Cô làm việc như một nhà tư vấn cho chính phủ và các tổ chức xã hội dân sự. Cô ấy là người dân tộc Somali.

## Cuộc sống cá nhân
Dekha sinh năm 1964 tại Wajir. Cô đã kết hôn với Tiến sĩ Hassan Nurrow Abdirahman, người có bốn đứa con. Hai người ly dị vào năm 2007 và năm 2009, cô kết hôn với Abdinoor, một bác sĩ nhãn khoa người Kenya gốc Somalia.

## Sự nghiệp
Dekha là ủy viên của Liên minh vì Hòa bình ở Châu Phi (COPA) và của NOMADIC, một tổ chức mục vụ có trụ sở tại Wajir. Cô cũng là thành viên sáng lập của Ủy ban Hòa bình và Phát triển Wajir, Liên minh vì Hòa bình ở Châu Phi, HÀNH ĐỘNG (Hành động vì Chuyển đổi Xung đột), và Oasis Hòa bình và Tái sinh (PRO).
Dekha làm việc như một huấn luyện viên tư vấn về xây dựng hòa bình và phát triển mục vụ với nhiều cơ quan địa phương và quốc tế ở nhiều quốc gia khác nhau, bao gồm Campuchia, Jordan, Ethiopia, Somalia, Nam Phi, Hà Lan, Israel, Palestine, Zimbabwe, Anh, Uganda và Kenya. Cô cũng là thành viên của Hiệp hội ứng phó với xung đột và trước đây làm Điều phối viên và Điều phối viên học tập của RTC. Một số hiểu biết về hòa giải và xây dựng hòa bình của cô có thể được đọc trong cuốn sách "Hòa giải và quản trị trong bối cảnh mong manh: Những bước nhỏ để hòa bình"  được xuất bản năm 2019. Các đoạn âm thanh của các cuộc phỏng vấn năm 2010 và 2011 với Dekha có thể được tìm thấy trực tuyến .

## Giải thưởng
Năm 2007, Dekha được vinh danh với Giải thưởng sinh kế phù hợp. Bồi thẩm đoàn khen ngợi cô "vì đã thể hiện trong các tình huống văn hóa và sắc tộc đa dạng, làm thế nào để hòa giải tôn giáo và các khác biệt, ngay cả sau khi xung đột bạo lực, và đan vào nhau thông qua một quá trình hợp tác dẫn đến hòa bình và phát triển".
Cô cũng được vinh danh với Giải thưởng Hòa bình và Hòa giải Gernika trong năm 2008 (xứ Basque) và Giải thưởng Hòa bình Hessian của Đức năm 2009.

## Tử vong
Vào ngày 7 tháng 7 năm 2011, Dekha, chồng cô Abdinoor và tài xế của họ đang trên đường đến một hội nghị hòa bình ở Garissa, khi xe của họ đâm vào một chiếc xe tải. Chồng và tài xế của cô đã chết ngay lập tức. Dekha bị thương nặng và được đưa đến Nairobi. Cô qua đời ngay sau đó tại Bệnh viện Aga Khan lúc 11 giờ 45 phút, ngày 14 tháng 7 năm 2011. Cô ấy 47 tuổi.